# Lepthercus sofiae
Espèce
Lepthercus sofiae est une espèce d'araignées mygalomorphes de la famille des Entypesidae.

## Distribution
Cette espèce est endémique du Cap-Occidental en Afrique du Sud,. Elle se rencontre vers Knysna.

## Description
Le mâle holotype mesure 13,90 mm.

## Étymologie
Cette espèce est nommée en l'honneur de Sofia Casadey Bollati.

## Publication originale
- Ríos-Tamayo & Lyle, 2020 : The South African genus Lepthercus Purcell, 1902 (Araneae: Mygalomorphae): phylogeny and taxonomy. Zootaxa, no 4766(2), p. 261-305.